# Dallas-Fort Worth Film Critics Association Awards 2008
La 14ª edizione dei Dallas-Fort Worth Film Critics Association, annunciata il 17 dicembre 2008, ha premiato i migliori film usciti nel corso dell'anno.

## Vincitori
A seguire vengono indicati i vincitori, in grassetto.

### Miglior film
1. The Millionaire (Slumdog Millionaire), regia di Danny Boyle
2. Milk, regia di Gus Van Sant
3. Il cavaliere oscuro (The Dark Knight), regia di Christopher Nolan
4. Il curioso caso di Benjamin Button (The Curious Case of Benjamin Button), regia di David Fincher
5. The Wrestler, regia di Darren Aronofsky
6. L'ospite inatteso (The Visitor), regia di Tom McCarthy
7. Frost/Nixon - Il duello (Frost/Nixon), regia di Ron Howard
8. Il dubbio (Doubt), regia di John Patrick Shanley
9. WALL•E, regia di Andrew Stanton
10. La felicità porta fortuna - Happy Go Lucky (Happy-Go-Lucky), regia di Mike Leigh

### Miglior regista
1. Danny Boyle - The Millionaire (Slumdog Millionaire)
2. David Fincher - Il curioso caso di Benjamin Button (The Curious Case of Benjamin Button)
3. Christopher Nolan - Il cavaliere oscuro (The Dark Knight)
4. Gus Van Sant - Milk
5. Ron Howard - Frost/Nixon - Il duello (Frost/Nixon)

### Miglior attore
1. Sean Penn - Milk
2. Mickey Rourke - The Wrestler
3. Frank Langella - Frost/Nixon - Il duello (Frost/Nixon)
4. Brad Pitt - Il curioso caso di Benjamin Button (The Curious Case of Benjamin Button)
5. Richard Jenkins - L'ospite inatteso (The Visitor)

### Miglior attrice
1. Anne Hathaway - Rachel sta per sposarsi (Rachel Getting Married)
2. Meryl Streep - Il dubbio (Doubt)
3. Sally Hawkins - La felicità porta fortuna - Happy Go Lucky (Happy-Go-Lucky)
4. Kristin Scott Thomas - Ti amerò sempre (Il y a longtemps que je t'aime)
5. Kate Winslet - Revolutionary Road

### Miglior attore non protagonista
1. Heath Ledger - Il cavaliere oscuro (The Dark Knight)
2. Josh Brolin - Milk
3. Eddie Marsan - La felicità porta fortuna - Happy Go Lucky (Happy-Go-Lucky)
4. Philip Seymour Hoffman - Il dubbio (Doubt)
5. Robert Downey Jr. - Tropic Thunder

### Miglior attrice non protagonista
1. Viola Davis - Il dubbio (Doubt)
2. Penélope Cruz - Vicky Cristina Barcelona
3. Marisa Tomei - The Wrestler
4. Taraji P. Henson - Il curioso caso di Benjamin Button (The Curious Case of Benjamin Button)
5. Rosemarie DeWitt - Rachel sta per sposarsi (Rachel Getting Married)

### Miglior film straniero
1. Non dirlo a nessuno (Ne le dis à personne), regia di Guillaume Canet
2. Valzer con Bashir (ואלס עם באשיר), regia di Ari Folman
3. Lasciami entrare (Låt den rätte komma in), regia di Tomas Alfredson
4. Ti amerò sempre (Il y a longtemps que je t'aime), regia di Philippe Claudel
5. Gomorra, regia di Matteo Garrone

### Miglior documentario
1. Man on Wire - Un uomo tra le Torri (Man on Wire), regia di James Marsh
2. Valzer con Bashir (ואלס עם באשיר), regia di Ari Folman
3. Young@Heart – Giovani dentro (Young@Heart), regia di Stephen Walker
4. Standard Operating Procedure - La verità dell'orrore (Standard Operating Procedure), regia di Errol Morris
5. Dear Zachary: A Letter to a Son About His Father, regia di Kurt Kuenne

### Miglior film d'animazione
1. WALL•E, regia di Andrew Stanton
2. Kung Fu Panda, regia di Mark Osborne e John Stevenson

### Miglior fotografia
1. Wally Pfister - Il cavaliere oscuro (The Dark Knight)
2. Claudio Miranda - Il curioso caso di Benjamin Button (The Curious Case of Benjamin Button)

### Miglior sceneggiatura
1. Dustin Lance Black - Milk
2. Simon Beaufoy - The Millionaire (Slumdog Millionaire)

### Russell Smith Award
- Wendy and Lucy per il miglior film indipendente a basso budget